# U᷆
Cette page contient des caractères spéciaux ou non latins. S’ils s’affichent mal (▯, ?, etc.), consultez la page d’aide Unicode.
U᷆, appelé U macron-grave, est un graphème utilisé dans l’écriture du bassa.
Il s'agit de la lettre U diacritée d'un macron-grave.

## Représentations informatiques
Le U macron-grave peut être représenté avec les caractères Unicode suivants :
- décomposé (latin de base, diacritiques)[1],[2] :

| formes    | représentations | chaînes de caractères | points de code | descriptions                                       |
| --------- | --------------- | --------------------- | -------------- | -------------------------------------------------- |
| capitale  | U᷆               | U◌᷆                    | U+0055 U+1DC6  | lettre majuscule latine u diacritique macron-grave |
| minuscule | u᷆               | u◌᷆                    | U+0075 U+1DC6  | lettre minuscule latine u diacritique macron-grave |